# حمض الأزيلايك
حمض الأزيلايك مركب عضوي يستخدم موضعياً على الجلد لعلاج العدّ (حب الشباب)

## الاستطباب والاستعمال
ويستخدم لعلاج الحالات الخفيفة إلى المتوسطة من العد الشائع الالتهابي بالتطبيق الموضعي، وقد يستخدم كعلاج مساعد في إزالة التصبغات الجلدية. يستعمل مرتين يومياً ويمكن تخفيفها لمرة واحدة مؤقتاً في حال ظهور تخريش، ويطبق فقط على المنطقة المصابة دون الجلد السليم، ويفضل عدم التعرض للشمس أثناء المعالجة

## أمانه في الحمل
ينتمي للأدوية من زمرة B في تصنيف أمان الاستخدام في الحمل كما يجب الحذر من استخدامه عند الأم المرضع
يثبط حمض الأزيليك نمو جراثيم بروبيون propioni المسببة لظهور حب الشباب أو العد وتكوين الأحماض الدهنية المساهمة بالحالة ، كما ينقص الحمض من سماكة طبقة القرنية الجلدية السطحية وبذلك يخفف من ظهور الزؤان ويجعل عملية التقرن طبيعية.

## تحذيرات
- يجب تجنب وصول المرهم للعين والأغشية المخاطية
- عدم تغطية المناطق المعالجة
- المادة الفعالة شمعية فيجب تجنب تجميد المستحضر